# 帰らない/恋人よ
「帰らない／恋人よ」（かえらない／こいびとよ）は、1977年4月1日に発売された清水健太郎の2枚目のシングル。

## 概要
楽曲提供はつのだひろ（後につのだ☆ひろに改名）。清水健太郎のシングルではデビュー曲の「失恋レストラン」に次ぐヒット曲となった。
前シングル「失恋レストラン」のメロディーをほぼ踏襲しているが、大ヒット作の次に同系統の曲調を出す手法は、レコードセールス戦略上よく採用されている。
1977年5月2日-5月9日のオリコンシングルチャートで最高1位を獲得し、オリコン史上初のデビュー曲からの2作連続首位を獲得した。

## 収録曲
- 両楽曲共に、作詞・作曲：つのだひろ／編曲：馬飼野康二

1. 帰らない（3分39秒）
2. 恋人よ（3分49秒）